# Radio Liban libre
Radio Liban Libre (R.L.L.) est une station de radio libanaise fondée en 1978 par Bashir Gemayel. Elle diffuse de la musique et des bulletins d’information.